# 額賀福志郎
額賀 福志郎（ぬかが ふくしろう、本来の表記：福志郎、1944年〈昭和19年〉1月11日 - ）は、日本の政治家。衆議院議長（第80代）、自由民主党所属の衆議院議員（14期）。
衆議院議長（第79代）、防衛庁長官（第60・72代）、経済企画庁長官（第58代）、経済財政政策担当大臣（初代）、財務大臣（第7・8代）、自由民主党政務調査会長（第45代）、自由民主党政務調査会総合エネルギー戦略調査会長、内閣官房副長官（第2次橋本改造内閣・小渕第2次改造内閣・第1次森内閣）、平成研究会会長、自民党たばこ議員連盟顧問、日韓議員連盟会長、 自民党・財政健全化推進本部長 を歴任。

## 来歴

### 生い立ち
茨城県行方郡小高村（現：行方市小高）生まれ。父・額賀万寿夫は地元の森林組合長や小高村議会・麻生町議会議員を務め、橋本登美三郎の後援会・西湖会の幹部でもあった。
佼成学園高等学校、早稲田大学第一政治経済学部経済学科卒業。佼成学園高等学校への進学は、立正佼成会の信徒であった額賀の母の希望だったといわれる。
早大在学中は雄弁会に所属。卒業後は産業経済新聞社に入社し、記者として静岡支社、本社経済部、政治部に配属される。政治部では三木武夫や木曜クラブの番記者であった。

### 政治家として

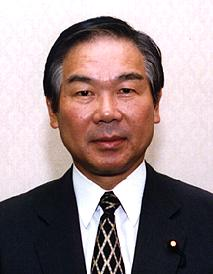
内閣広報室より公表された肖像（1997年撮影）

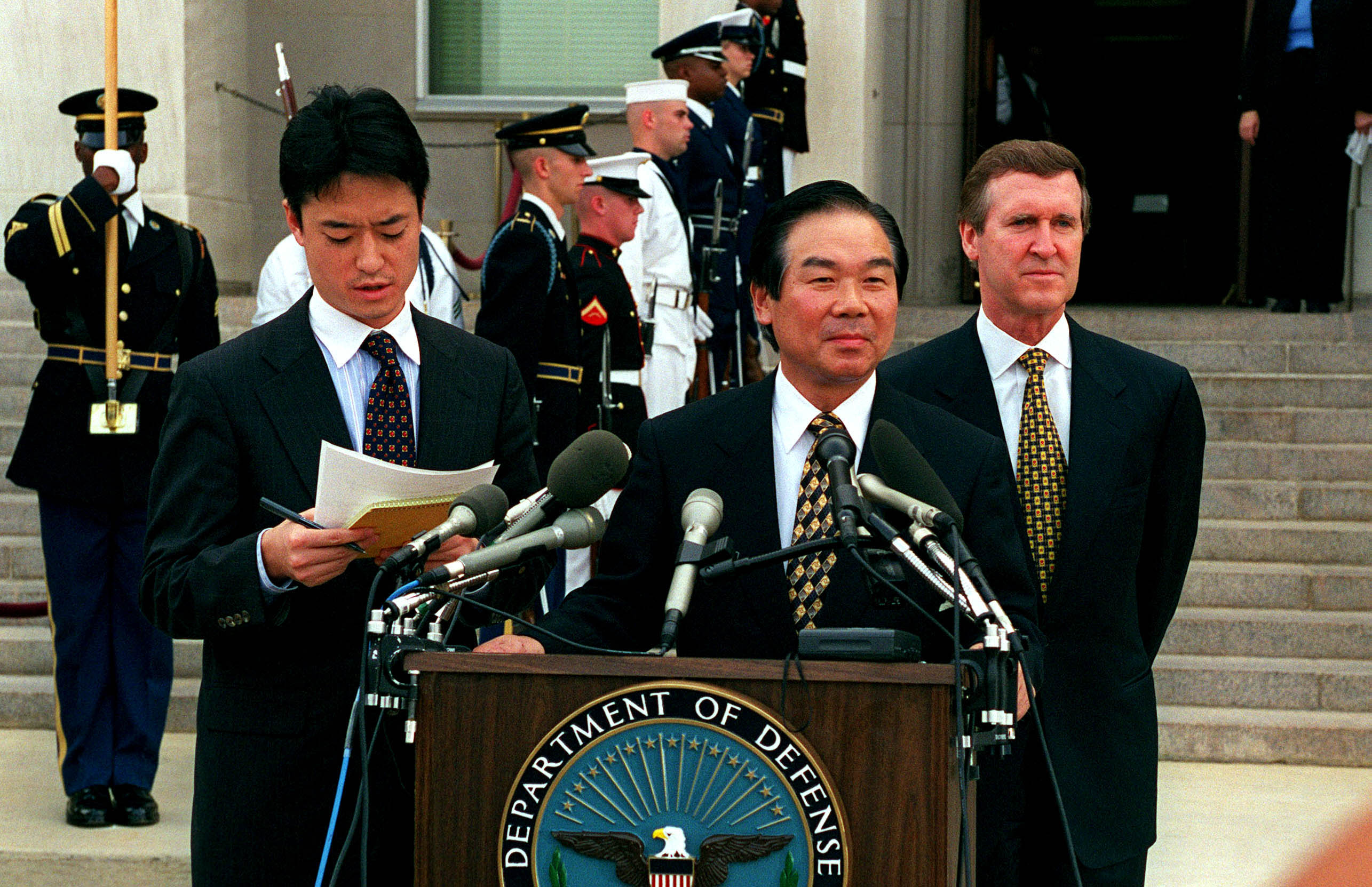
1998年9月21日、ペンタゴンにてアメリカ合衆国国防長官ウィリアム・コーエン（右）と

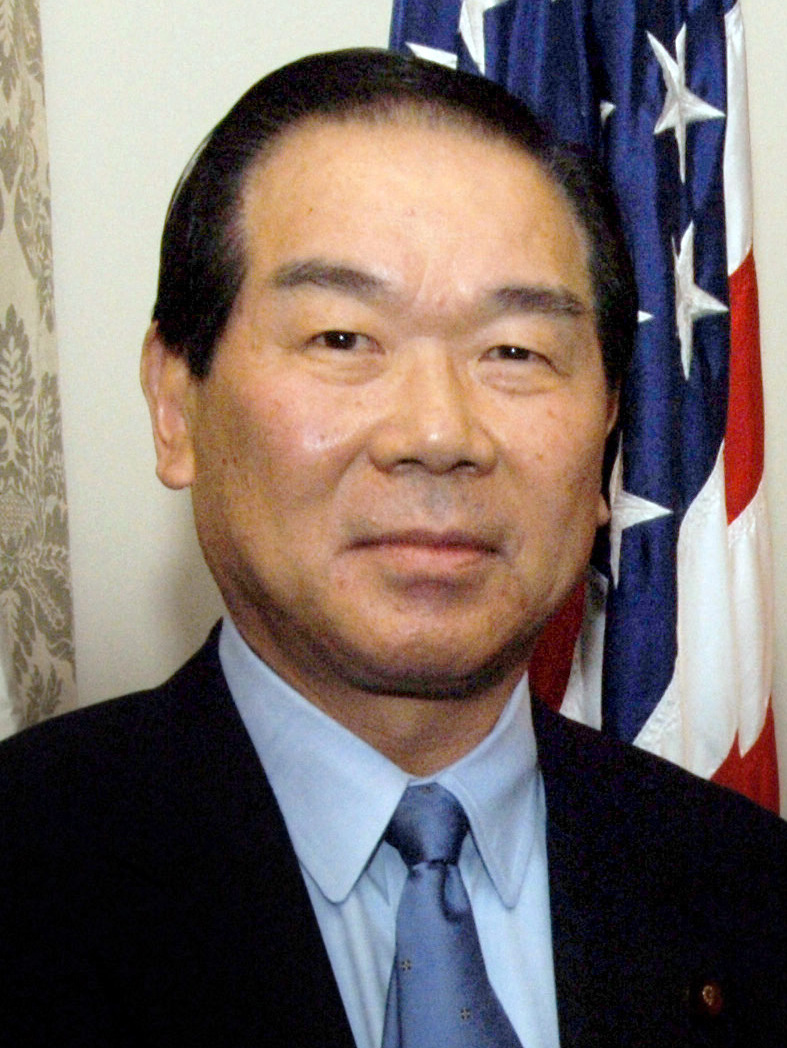
2006年1月17日、ペンタゴンにて

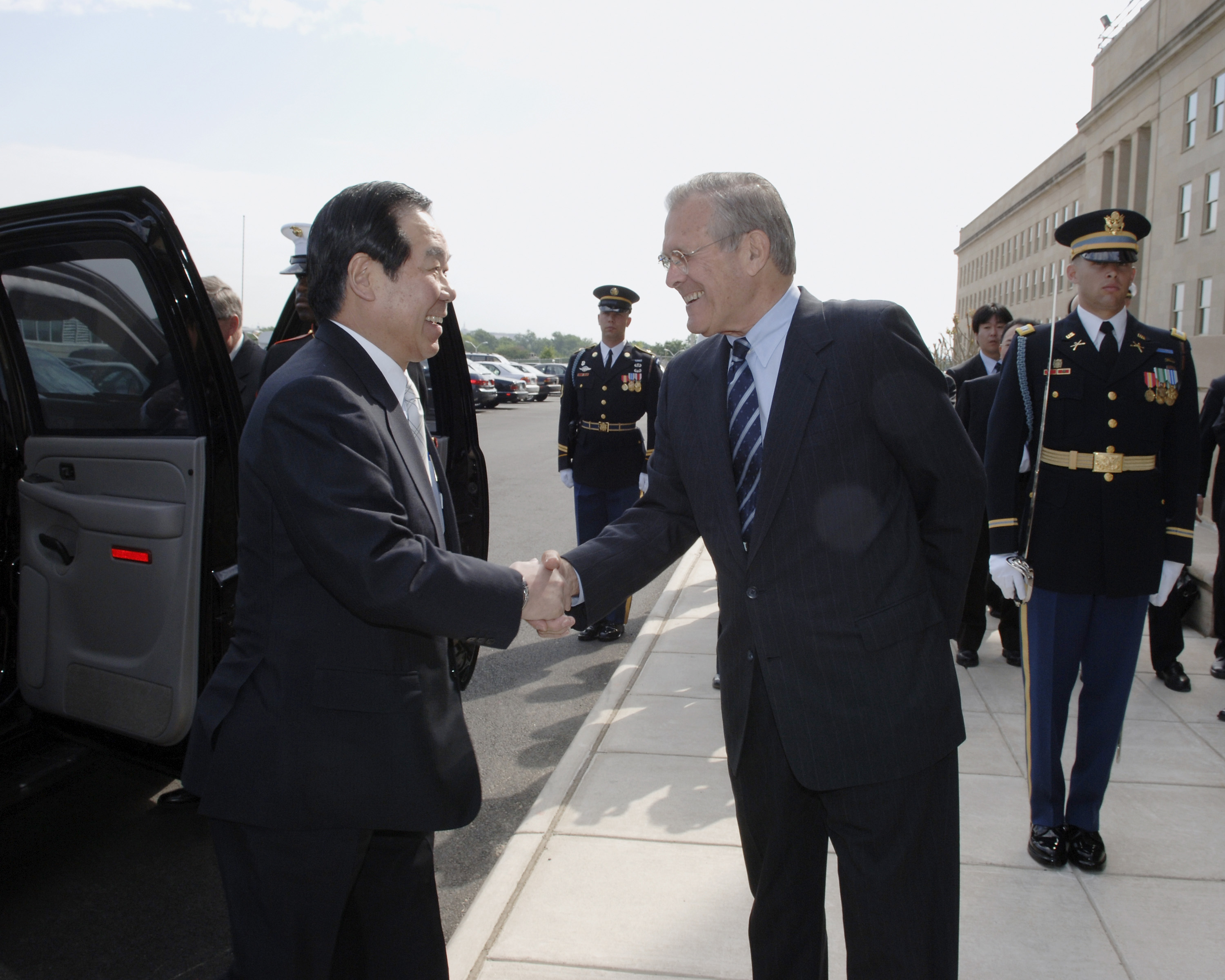
2006年5月3日、ペンタゴンにてアメリカ合衆国国防長官ドナルド・ラムズフェルド（右）と

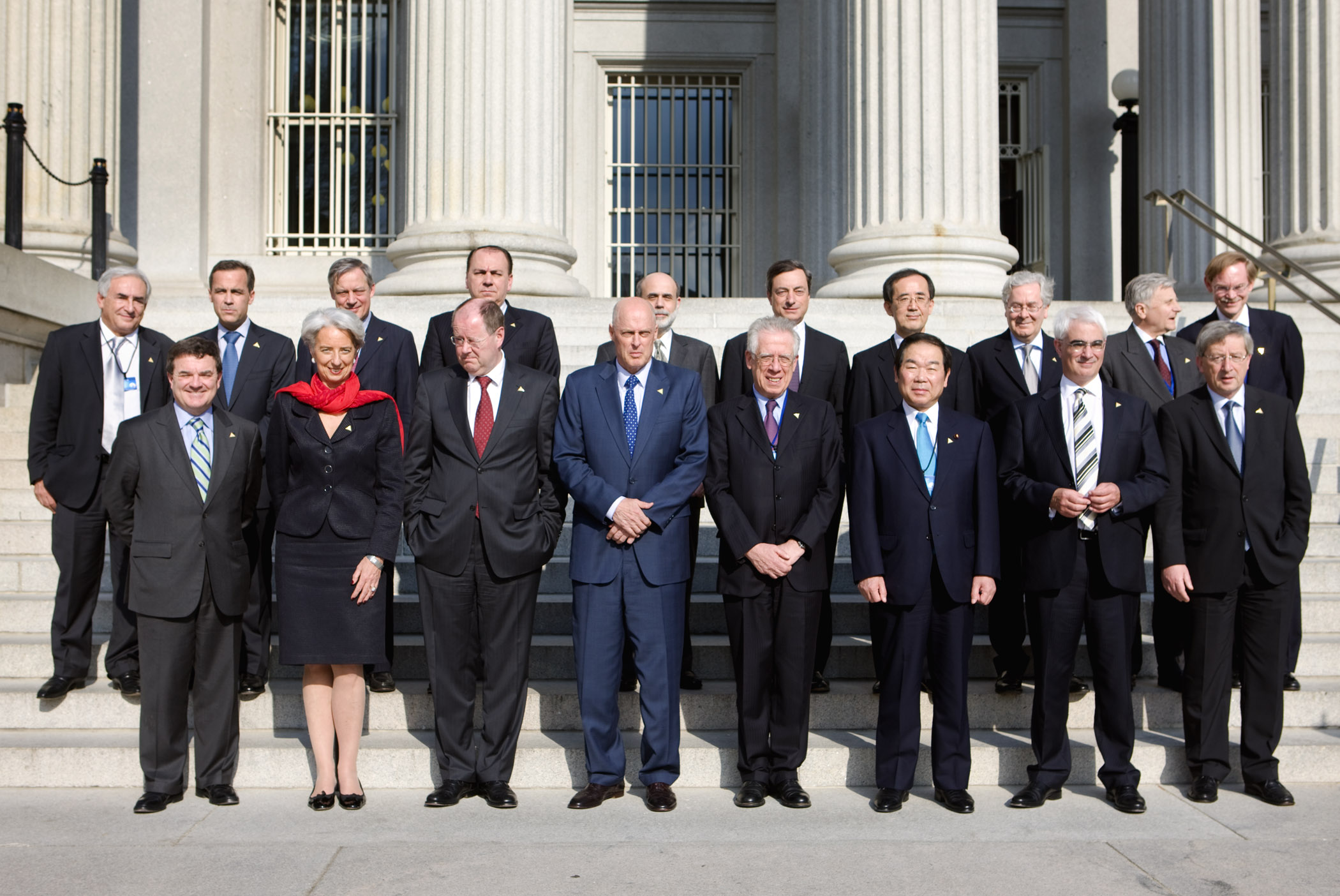
2008年4月11日、先進7か国財務相・中央銀行総裁会議にて

1978年（昭和53年）、産経新聞社を退社。同年12月、茨城県議会議員選挙に地元・行方郡選挙区から出馬し、初当選する。出馬に際しては父も後援会幹部だった橋本の支援を受けた。
1983年（昭和58年）、前回の選挙で落選した橋本の地盤を引き継ぎ、第37回衆議院議員総選挙に旧茨城1区から出馬。この時は自由民主党の公認を得られず無所属で出馬したが、党茨城県連の推薦を受けて4位で初当選し、追加公認を受けた。当選後はかつて番記者を務めていた田中派に所属するが、竹下登が派を割る形で創政会を結成した際はいち早く竹下の下に馳せ参じた。
1997年（平成9年）、第2次橋本改造内閣で内閣官房副長官に起用される。
翌1998年（平成10年）、小渕内閣で防衛庁長官に任命され初入閣するが、防衛庁調達実施本部背任事件をめぐって同年10月16日に参議院で額賀に対する問責決議案が可決され（当時自民党は参院で単独過半数を占めていなかったため）、11月に防衛庁長官を辞任に追い込まれた。なお、このスキャンダルをめぐり多くの防衛庁幹部が引責辞任したため、額賀は当時防衛施設庁施設部長だった守屋武昌を、防衛庁長官官房長に抜擢している。
1999年（平成11年）、小渕再改造内閣で再度官房副長官に就任。
2000年（平成12年）、第2次森改造内閣で経済企画庁長官に任命され、2度目の入閣。
2001年（平成13年）1月の省庁再編により、初代経済財政政策担当大臣に就任する。しかしKSD事件をめぐり、KSDから1500万円の献金を受領していたため、2度目の閣僚辞任を余儀なくされる。
2001年の小泉純一郎の自由民主党総裁就任後、小泉によって「抵抗勢力」の代表格とされた橋本派は厳しい立場に追い込まれるが、額賀自身は2003年（平成15年）に自由民主党政務調査会長に起用されている。政調会長時代には、自民党政権の聖域であった税制調査会の改革に踏み切り、長老クラスの税調メンバー（インナー）による非公式幹部会の廃止を要請したが、すぐに事実上の復活をしたため掛け声倒れに終わったと評された。
2005年（平成17年）には第3次小泉改造内閣で再度防衛庁長官に任命される。この間、派内のライバルであった鈴木宗男が汚職で、藤井孝男が郵政民営化法案採決での造反により離党したため、橋本派を引き継いだ津島派で唯一、総裁候補に目される存在になった。2005年（平成17年）10月31日 から2006年（平成18年）9月26日まで防衛庁長官を務めた。防衛庁長官在任中の2006年（平成18年）春に普天間基地移設問題についてキャンプ・シュワブ沿岸部V字滑走路建設案を名護市長と合意した。
防衛庁長官在任中の2006年1月30日に防衛施設庁談合事件、退任のちの2007年10月19日に山田洋行事件が発覚し、ポスト小泉をめぐる2006年自由民主党総裁選挙への出馬にも意欲を見せていたが、久間章生らの反対により立候補を見送った。
2007年（平成19年）、安倍改造内閣で財務大臣に任命される。額賀は経済企画庁長官や経済財政政策担当大臣を務めた経験があるが、財務省にはあまり縁がなかったため、額賀の財務相起用は財務省からもやや意外性をもって受け止められた。しかし、安倍は内閣改造後間もなく突然辞意を表明し、額賀は「私は先頭に立つつもりです」と、安倍の後継総裁を選出する2007年自由民主党総裁選挙への出馬を示唆した。
ところが福田康夫の出馬が伝えられると、津島派の石破茂や船田元は福田を支持、また鳩山邦夫や久間章生は同じく出馬を表明していた麻生太郎幹事長への支持を表明したため、額賀自身は福田と政策協定を結ぶ形で出馬を断念した。福田康夫内閣でも財務大臣に再任され、翌年の内閣改造に伴い退任。福田首相辞任に伴う2008年自由民主党総裁選挙では、津島派から石破が出馬する一方、前参議院議員会長の青木幹雄は与謝野馨を支持した。
2009年（平成21年）8月の第45回衆議院議員総選挙では、当初は茨城2区の民主党候補者の選定が遅れたため額賀の優勢が伝えられていたが、民主党新人の石津政雄に敗れ、重複立候補していた比例北関東ブロックで復活して9選。なお額賀が小選挙区で落選（比例復活）したのはこの選挙が初めてである。選挙後、引退を表明した津島雄二の後任として津島派の会長に指名され、この決定が9日の津島派臨時総会で了承され、会長に就任。
2012年（平成24年）の第46回衆議院議員総選挙で小選挙区で返り咲き10選。なお、当選時点での自民党の各派閥会長では病気の身であった町村信孝（後に75代衆議院議長）を除けば唯一、閣僚・議長・党三役のいずれにも就いていない。
2014年（平成26年）12月の第47回衆議院議員総選挙で11選、続く2017年（平成29年）10月の第48回衆議院議員総選挙でも12選を果たしている。
2018年（平成30年）4月19日、額賀派の会長を退任し最高顧問に就任。
2019年（平成31年）2月13日、関係が悪化しつつある日韓関係改善を模索するために訪韓。李洛淵首相、姜昌一日韓議員連盟会長らと徴用工問題、文喜相国会議長の天皇への謝罪を求める発言について会談を行った。
2021年10月31日、第49回衆議院議員総選挙で13選。
2023年10月20日、第212臨時国会召集日に於いて、健康不安のために退任した細田博之の後任として、第79代衆議院議長に選任された。当日選任直後の15時より催された国会開会式で式辞を述べた額賀は、そのまま演台から下がり天皇からおことばを賜るという本来の段取りを間違え、壇上に上り玉座前に進み出て天皇に自らの式辞を献上してしまった。この行動について額賀は、その後に開かれた就任記者会見で「若干ミスがあった」と認め「緊張した結果で反省している」と釈明した上で「今後、議事進行や行事にしっかり対応できるよう努力する」と語った。額賀は開会式後に皇居を訪れて西村泰彦宮内庁長官に陳謝した。
2024年10月27日、第50回衆議院議員総選挙で14選。11月11日、第215特別国会にて衆議院議長に再選。

## 政策・主張

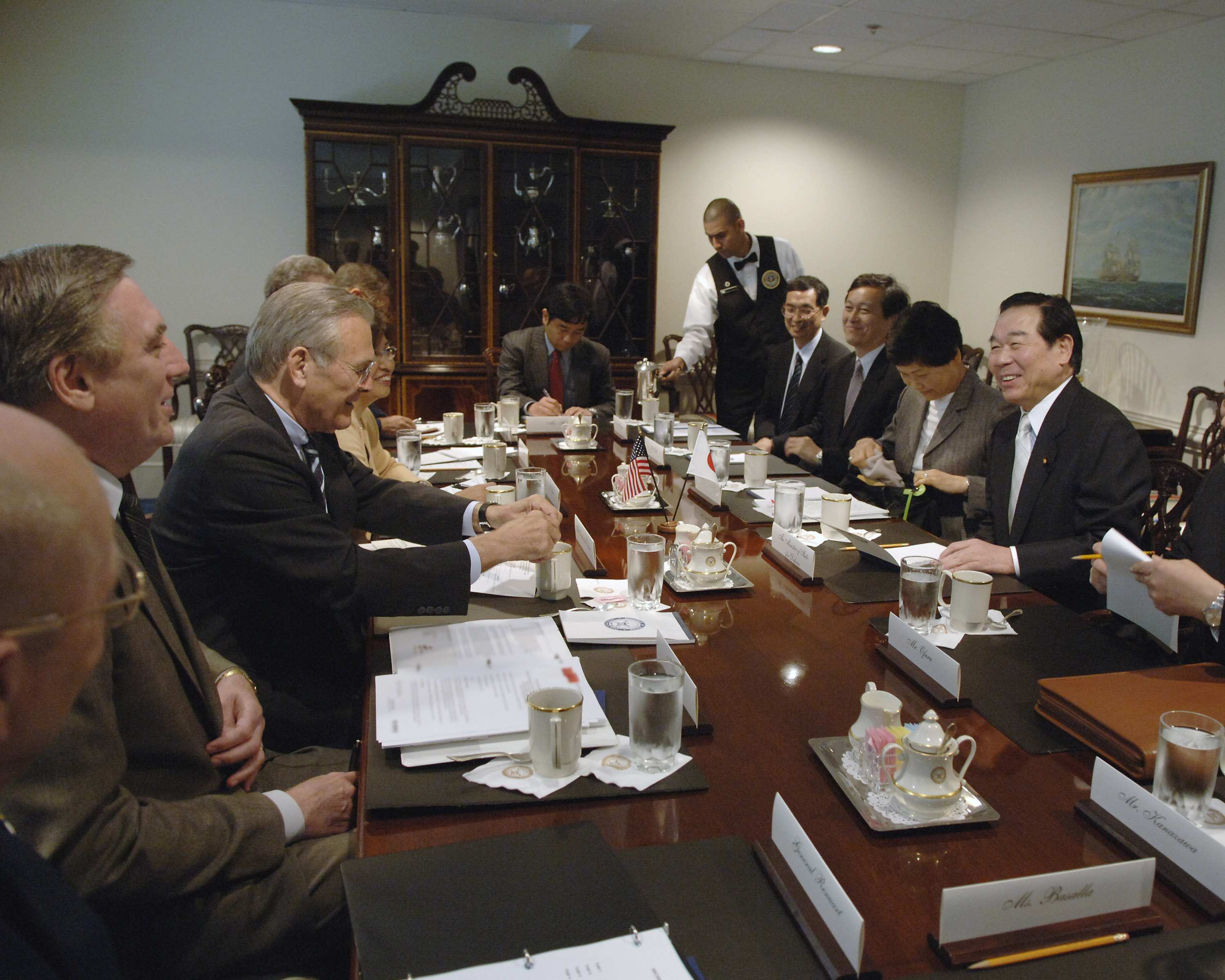
2006年5月3日、ペンタゴンにてアメリカ合衆国国防長官ドナルド・ラムズフェルド（左）らと

- 防衛庁長官を2度務めたが、いずれも在任中に北朝鮮によるミサイル発射実験が行われた。1度目が1998年の発射実験、2度目が2006年の発射実験である。
- 2008年（平成20年）2月、東京で行われた先進国財務相会議では議長を務め、共同声明において「財政上の措置で国内エネルギー価格を人為的に引き下げることは避けるべき」と述べた[13]。この声明はいわゆるガソリン国会において、ガソリン税の暫定税率維持のために議長特権で挿入されたと指摘があったが、額賀は「参加国の総意として掲げた」として議長特権を否定した[13]。
- 選択的夫婦別姓制度導入にどちらかというと賛成[14]。

## 人物

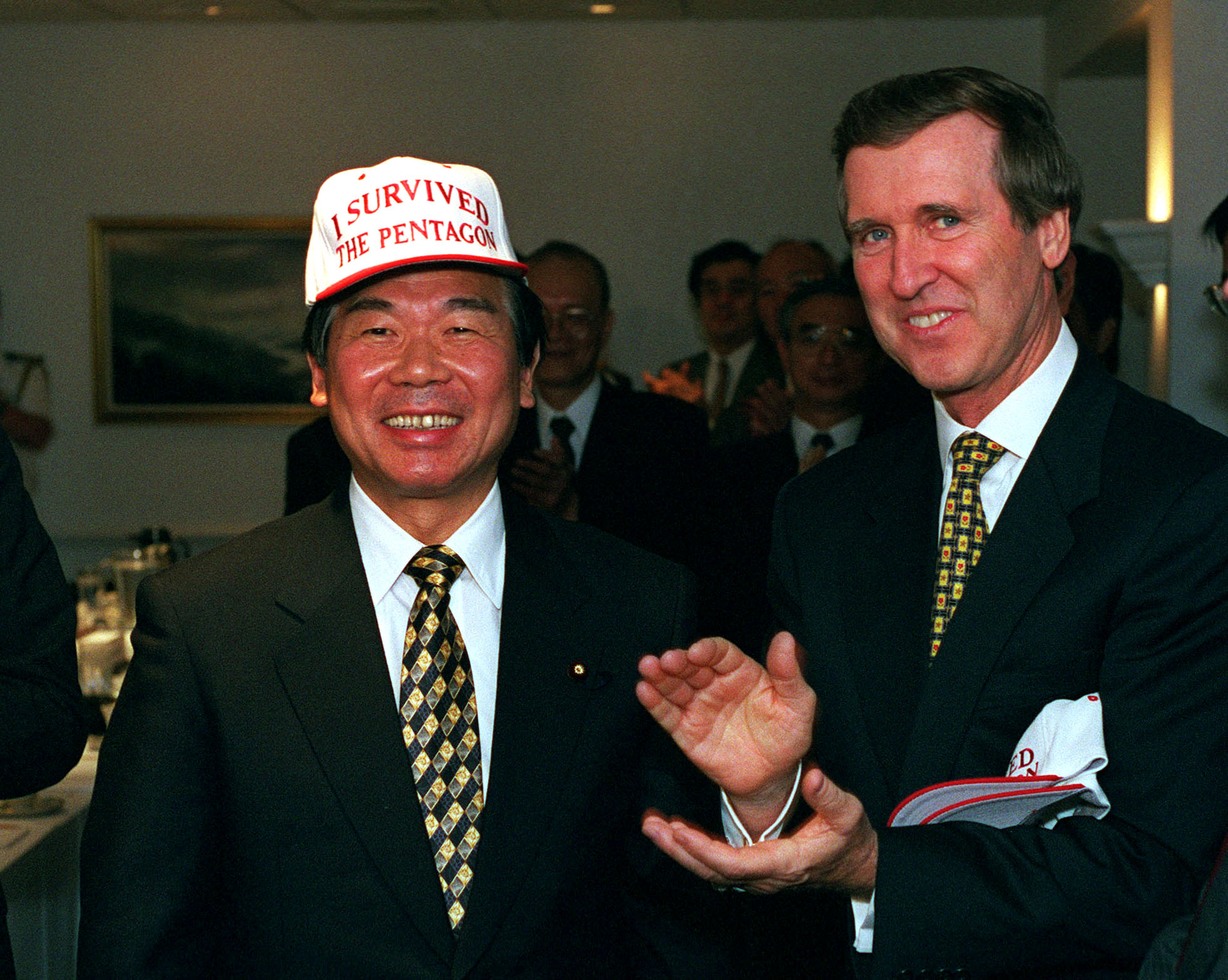
1998年9月21日、ペンタゴンにてアメリカ合衆国国防長官ウィリアム・コーエン（右）と

- 1994年（平成6年）6月の首班指名で鈴木宗男が党議拘束に逆らって海部俊樹に投票して党内と派閥内で孤立した際、額賀は孤立した鈴木の擁護に回った。そのことで鈴木は額賀に恩義を感じ、一目を置くようになった、という[15]。
- 家族は妻と娘が3人[16]。
- 2021年（令和3年）6月26日夜に微熱を発し、6月28日に都内の病院でPCR検査を受けた結果、新型コロナウイルス陽性が判明。同日、衆議院は額賀が感染したことを発表した[17]。
- 2014年の第186回国会において、過去に政務三役、議長、副議長などの要職にあった衆議院議員で、質問、議員立法、質問主意書のいずれかの提出がなかった24人の議員（野田佳彦、小沢一郎、野田毅、亀井静香、鳩山邦夫、中村喜四郎、浜田靖一、高村正彦、平沼赳夫、丹羽雄哉、額賀福志郎、大島理森、川崎二郎、金子一義、山口俊一、山本有二、大畠章宏、小池百合子、細田博之、塩谷立、渡海紀三朗、林幹雄、伊藤達也、佐藤勉）の一人として紹介されている[18]。

## 不祥事・騒動
山田洋行事件
守屋武昌元防衛事務次官が防衛省を納入先とする軍需商社山田洋行の宮﨑元伸元専務から倫理規定に反してゴルフや飲食の接待を受けていた問題で、2007年（平成19年）10月29日の衆議院に続き、11月15日の参議院外交防衛委員会での証人喚問に応じた守屋が、自身が宮﨑から料亭で接待を受けた際、額賀と久間章生元防衛大臣が同席していた、と主張した（山田洋行事件）。額賀は、守屋の証人喚問当日の午後、財務省内で記者団の質問に応え、「記憶にない」とした上、これまでも、10月30日の大臣記者会見や、11月7日の衆議院テロ防止・イラク支援特別委員会での民主党・川内博史衆議院議員の質問に対しても、宮﨑側から接待や招待を受けたことはないと証言しており、守屋の主張と食い違う結果となっている。なお、2008年（平成20年）1月、守屋は証人喚問での証言に偽証があったとして国会から偽証罪として告発されている。一方、額賀は2002年（平成14年）から2006年（平成18年）の間に山田洋行にパーティー券約220万円分を購入してもらったことを明らかにした。これらの証言を受け、民主党は、追及を強めたが、額賀は同席を否定。野党は11月27日に、参議院財政金融委員会において、12月3日の外交防衛委員会での額賀の証人喚問を決定したが、その後、守屋が東京地検に逮捕され、証人喚問は見送られた。
事務所登記問題
額賀が代表を務める自民党支部が、茨城県行方市の事務所を1997年（平成9年）11月に新築したものの登記せずに使用したとていたと指摘された。なお、当支部は、政治資金収支報告書上には事務所の建物をきちんと記入しており、また、業者が登記を怠っていたが固定資産税は支払っていた、としている。
統一教会との関係
統一教会の関連団体「国際勝共連合」は1986年と90年の機関紙「思想新聞」で、反共の運動に同調する「勝共推進議員」の名簿を掲載した。その中に額賀福志郎の名があった。

## 選挙歴
| 当落 | 選挙                     | 執行日         | 年齢 | 選挙区        | 政党       | 得票数     | 得票率 | 定数 | 得票順位 /候補者数 | 政党内比例順位 /政党当選者数 |
| ---- | ------------------------ | -------------- | ---- | ------------- | ---------- | ---------- | ------ | ---- | ------------------ | ---------------------------- |
| 当   | 1978年茨城県議会議員選挙 | 1978年12月     | 33   | 行方郡選挙区  | ーー       | ーー票     | ーー   | ー   | ー/ー              | /                            |
| 当   | 1982年茨城県議会議員選挙 | 1982年12月     | 37   | 行方郡選挙区  | ーー       | ーー票     | ーー   | ー   | ー/ー              | /                            |
| 当   | 第37回衆議院議員総選挙   | 1983年12月18日 | 39   | 旧茨城県第1区 | 無所属     | 7万5799票  | 15.84% | 4    | 4/9                | /                            |
| 当   | 第38回衆議院議員総選挙   | 1986年07月06日 | 42   | 旧茨城県第1区 | 自由民主党 | 11万1933票 | 21.24% | 4    | 2/7                | /                            |
| 当   | 第39回衆議院議員総選挙   | 1990年02月18日 | 46   | 旧茨城県第1区 | 自由民主党 | 10万6885票 | 18.77% | 4    | 3/7                | /                            |
| 当   | 第40回衆議院議員総選挙   | 1993年07月18日 | 49   | 旧茨城県第1区 | 自由民主党 | 11万1912票 | 20.72% | 4    | 2/6                | /                            |
| 当   | 第41回衆議院議員総選挙   | 1996年10月20日 | 52   | 茨城県第2区   | 自由民主党 | 10万9139票 | 61.90% | 1    | 1/3                | /                            |
| 当   | 第42回衆議院議員総選挙   | 2000年06月25日 | 56   | 茨城県第2区   | 自由民主党 | 13万5296票 | 67.20% | 1    | 1/3                | /                            |
| 当   | 第43回衆議院議員総選挙   | 2003年11月09日 | 59   | 茨城県第2区   | 自由民主党 | 12万7364票 | 66.53% | 1    | 1/3                | /                            |
| 当   | 第44回衆議院議員総選挙   | 2005年09月11日 | 61   | 茨城県第2区   | 自由民主党 | 13万8728票 | 64.75% | 1    | 1/3                | /                            |
| 比当 | 第45回衆議院議員総選挙   | 2009年08月30日 | 65   | 茨城県第2区   | 自由民主党 | 11万1674票 | 47.88% | 1    | 2/3                | 2/6                          |
| 当   | 第46回衆議院議員総選挙   | 2012年12月16日 | 68   | 茨城県第2区   | 自由民主党 | 11万3891票 | 56.28% | 1    | 1/3                | /                            |
| 当   | 第47回衆議院議員総選挙   | 2014年12月14日 | 70   | 茨城県第2区   | 自由民主党 | 14万2238票 | 76.66% | 1    | 1/2                | /                            |
| 当   | 第48回衆議院議員総選挙   | 2017年10月22日 | 73   | 茨城県第2区   | 自由民主党 | 10万4183票 | 59.21% | 1    | 1/3                | /                            |
| 当   | 第49回衆議院議員総選挙   | 2021年10月31日 | 77   | 茨城県第2区   | 自由民主党 | 11万831票  | 64.46% | 1    | 1/2                | /                            |
| 当   | 第50回衆議院議員総選挙   | 2024年10月27日 | 80   | 茨城県第2区   | 自由民主党 | 8万875票   | 59.05% | 1    | 1/4                | /                            |

## 栄典
- ポーランド：ポーランド共和国功労勲章星十字型章（英語版） - （2023年）

## 所属団体・議員連盟
- 最新型原子力リプレース推進議員連盟（顧問）
- 自民党たばこ議員連盟（顧問）[22][23]
- 北京オリンピックを支援する議員の会（副会長）
- 日韓議員連盟（元会長）
- 日本会議国会議員懇談会[24]（副会長）
- 神道政治連盟国会議員懇談会[24]
- みんなで靖国神社に参拝する国会議員の会[24]
- TPP交渉における国益を守り抜く会
- 世界連邦運動推進団体・世界連邦日本国会委員会第10代事務総長
- 日本の印章制度・文化を守る議員連盟（顧問）[25]

## 政治資金
- 消費者金融など貸金業界の政治団体「全国貸金業政治連盟」（全政連）から政治献金を受けていると日本共産党の機関紙「しんぶん赤旗」は伝えた[26]。

## 著書
- 『大都市再生の戦略―政・産・官・学の共同声明』 ISBN 4-657-00522-7
- 『地方都市再生の戦略―政・産・官・学の共同声明』 ISBN 4-657-01928-7